# Keleti Újság
Keleti Újság (1918–1944) a két világháború közötti időszak egyik leghosszabb életű romániai magyar napilapja. A Ferenczy Gyula elnökletével létrehozott Lapkiadó Részvénytársaság indította meg Kolozsvárt 1918 karácsonyán, s miután címét 1944. június 15-én Keleti Magyar Újság-ra változtatta, 1944 őszén szűnt meg, feltehetően az 1944. október 6-i számmal.

## Története
Első felelős szerkesztői: Szentmiklósi József, majd Zágoni István. Szellemi irányítója 1920 elejétől 1924 októberéig Paál Árpád. Közben – 1922 második félévében – a lap főszerkesztői teendőit a polgári radikális emigráns Ignotus végezte. A belső munkatársak között ott találjuk Ámon Ottót, Hajdu Istvánt, Szentimrei Jenőt, Kádár Imrét, Ligeti Ernőt, Kőmíves Lajost, Mikes Imrét, Murányi Győzőt, Székely Bélát, Dienes Lászlót, Ormos Edét, Darvas Simont, Kacsó Sándort, Nyirő Józsefet, Szappanyos Gabriellát.
Megjelenésének első éveiben a lap általános irányvonala polgári radikális jellegű, de a polgári felfogások képviselői mellett hasábjain szociáldemokrata és kommunista szerzők is megszólaltak. A konzervatív és nacionalista körök politikája ellen, a realista és aktivista szemlélet érvényesítéséért szállt síkra, a kisebbségi életlehetőségek kimunkálásán, a román–magyar közeledés elősegítésén fáradozott. Figyelemre méltók azok az írások Kádár Imre, Barta Lajos, Balázs Béla, Pap József, Dienes László tollából, amelyek igenlő állást foglalnak el a proletariátus mozgalmával kapcsolatban. A közéleti vonatkozású cikkek jelentős része a román–magyar kapcsolatok, a román nép és a romániai magyar kisebbség együttélésének kérdéskörét érinti, később pedagógiai, pszichológiai cikkek is jelentek meg például Simon Károly tollából.
Jellemző, amit Victor Eftimiu Prometheus c. darabjának magyar színházi bemutatója alkalmából Kádár Imre mond ki El nem mondott pohárköszöntő c. írásában: "Mi azt hirdetjük, hogy népünknek szakítania kell az irredenta lázálmokkal, s becsületesen el kell helyezkednie új államának közéletében. De ugyanakkor törhetetlen hirdetjük, hogy népünknek leheletéig ragaszkodnia kell [...] összes jogaihoz, s nyelvét és kultúráját minden elnyomó törekvéssel szemben meg kell védelmeznie." Ebben a szakaszban a Keleti Újság jelentős részt vállalt az irodalmi élet kereteinek biztosításában, az állandó jellegű irodalmi sajtó meggyökereztetésében, a romániai magyar irodalom felvirágoztatásában.
Benedek Elek ujjongva írta: "...egyszerre csak erős, egészséges erdélyi magyar irodalom köszöntött be az olvasni szerető magyarok hajlékába. Általában eddig név szerint nem ismert, nagy, erős talentumok léptek elő az ismeretlenség homályából, s én meghatott csodálkozással kérdem: hol voltak, hol rejtőztek eddig? [...] nyilván a nagy világösszeomlás, a nagy megrendülés rázta fel a szunnyadó őserőt." Valóban, a levert forradalmak emigránsai mellett itt vonultak fel az akkor induló népi írók is; az alig húszéves Balázs Ferencnek itt jelentek meg szociális értelmű meséi, miközben Dienes László a magyarországi ellenforradalmi kurzus irodalompolitikáját ostorozta (1922/107) vagy Fábry Zoltán a szlovenszkói magyar irodalomról értekezve az "emberirodalom" jelszavát adja meg (1924/14).
A Keleti Újság kétségkívül legreprezentatívabb prózaírója Sipos Domokos, vele együtt jelentkezett Ormos Ede, Kiss Ida, itt jelent meg Kacsó Sándor később egy kötetének is címet adó Utoljára még megkapaszkodunk c. novellája. A lap átfogó, demokratikus irodalompolitikája tükröződik abban a válogatásban is, ahogyan alkalmilag Déry Tibortól (Utolsó pillanatban, 1921) és Móricz Zsigmondtól (Bajban, 1924) közölt elbeszélést, életképet.
A Keleti Újság hasábjain néhány év leforgása alatt 86 költő, 144 prózaíró, 10 színműíró, 85 irodalomkritikus és publicista, több mint 39 műfordító sorakozott fel. Leggyakrabban közölt szerzői: Balázs Ferenc, Bárd Oszkár, Barta Lajos, Bartalis János, Becski Irén, Benedek Elek, Bíró Lajos, Darvas Simon, Hajnal László, Jakab Géza, Kaczér Illés, Kádár Imre, Kakassy Endre, Karácsony Benő, Keresztessy Ágnes, Kibédi Sándor, Kiss Ida, Ligeti Ernő, Nagy Dániel, Ormos Ede, Pap József, Somlai Károly, Szentimrei Jenő, Szombati-Szabó István és Zsolt Béla. Első önálló novellapályázata (1922) adott tollat Tamási Áron kezébe: Szász Tamás, a pogány c. legelső írása itt jelent meg 1922. július 23-án.
A lap szépirodalmi rovataiban a rövid prózai írások uralkodtak. Ezek színvonalát olyan novellák és elbeszélések jelzik, mint Sipos Domokos Rettenetes angyal és Pálffyné Gulácsy Irén A bogár c. alkotása. 1925-től kezdve a rövid prózai írások mellett feltűntek a folytatásos regények is, köztük Markovits Rodion Szibériai garnizonja. A versrovatot, valamint az irodalomkritikai és publicisztikai rovatokat nagyfokú változatosság, ezen belül pedig a korszerűbb megnyilvánulások iránti érdeklődés jellemezte.
A korszak folyóiratai közül a lapot a Napkelethez és a Korunkhoz fűzték szorosabb szálak. A Napkeletet ugyanaz a lapkiadó jelentette meg, mint a Keleti Újságot, s főszerkesztője, Paál Árpád, szerkesztői, Kádár Imre és Ligeti Ernő, segéd-, ill. helyettes szerkesztője, Szentimrei Jenő, valamennyien a Keleti Újság kötelékébe tartoztak. Nem véletlen, hogy a két időszaki kiadvány első szépirodalmi pályázatát is (1920) közösen hirdette meg.
A Korunknak az indulásánál bábáskodik a lap: a Dienes László-féle programismertető nyomtatvány megjelenése után elsőként közölt beharangozó cikket az új folyóiratról, s vállalta egyúttal előfizetők toborzását is a Korunk számára. A lap munkatársainak, Ligeti Ernőnek, Nyirő Józsefnek és Paál Árpádnak a nevéhez kapcsolódik a két világháború közötti időszak romániai magyar tollforgatóinak Húszak Céhe néven tervezett első tömörülési kísérlete (1922 februárjában), valamint az a kezdeményezés is, amelyről Kádár Imrével, Kós Károllyal és Zágoni Istvánnal közösen adtak hírt a lap 1924. március 29-i számában: az ESZC könyvkiadó megalapítása.
1924 őszétől a lap programja fokozatosan szűkült (ezzel összefüggésben kötelékéből olyan munkatársak válnak ki, mint Paál Árpád, Nyirő József, Zágoni István, Kacsó Sándor és Gergely Jenő gyorsíró, matematikatanár), nem egészen három év múlva pedig gyökeres fordulat következett be történetében: a Lapkiadó Társaság főrészvényese, Weiss Sándor ügyvéd eladta a lapot az OMP-nek, s 1927. augusztus 14-től a Keleti Újság mint országos magyarpárti lap jelent meg. Az irányváltoztatás után főszerkesztő Szász Endre 1939-ig, utána felelős szerkesztő Nyirő József, igazgató Somodi András, majd Jenei László. A lapnak az irodalmi életben játszott szerepe az 1920-as évek második felétől lényegesen csökkent, figyelemre méltó irodalmi alkotásokat azonban mindvégig közölt. Irodalmi szerkesztő Dsida Jenő, majd Finta Zoltán.
1936 és 1939 között a lap Keleti Újság Képes Híradója c. képes mellékletet adott vasárnapi számaihoz. Képanyagából kiemelkedtek Északy Ödön felvételei Reményik Sándorról (1937. január 10.), Karinthy Frigyesről (1937. február 28.) és Dsida Jenőről (1937. augusztus 8.). A melléklet később Erdélyi Vasárnap, majd A Keleti Újság Vasárnapja c. alatt jelent meg, Bartalis János, Berde Mária, Jancsó Elemér, Karácsony Benő, Létay Lajos, Nyirő József, Vita Zsigmond és mások szerzői közreműködésével. 1938-tól kezdve 1940-ig a Jogi kalauz c. mellékletet is megjelentette.
1944 őszén a volt "krajcáros" kiadványával, a Magyar Újsággal összevont Keleti Magyar Újság néhány, az antifasiszta ellenálláshoz csatlakozó tagja kísérletet tett a lap átállítására; itt jelent meg 1944. szeptember 19-én Nagy Elek demokratikus román–magyar összefogást hirdető vezércikke Magyarok és románok címmel.